# Kolainiai
Kolainiai è un villaggio nel comune del distretto di Kelmė, in Lituania. Si trova a circa 5 chilometri a sud-ovest da Užventis. Secondo il censimento del 2011, aveva una popolazione di 261.
Nel 1750, il nobile locale Adamkavičius lasciò in eredità il suo maniero e la sua terra con i servi ai Carmelitani. Costruì anche un monastero e una chiesa per i monaci. Nel 1797, i monaci presero l'amministrazione del Collegio Kražiai, un'ex scuola dei gesuiti. Dopo che le autorità zariste secolarizzarono il collegio nel 1817, i Carmelitani stabilirono la loro scuola a Kolainiai. La scuola fu chiusa nel 1835 dopo la rivolta di novembre. Il monastero stesso fu chiuso dopo la rivolta di gennaio del 1863. I coloni russi di Blagoveščensk (Oblast' dell'Amur) furono trasferiti nel monastero; la città divenne nota come Blagoveshchenskoye (in russo: Благовещенское). La Chiesa cattolica è stata trasformata in una chiesa ortodossa orientale. I cattolici rivendicarono la chiesa nel 1922 dopo che la Lituania dichiarò l'indipendenza nel 1918. Il villaggio aveva 100 abitanti nel 1861, 364 nel 1880, 313 nel 1923, 257 nel 1957, 295 nel 1975, 299 nel 1979.